# 大洗海岸
大洗海岸（おおあらいかいがん）は、茨城県東茨城郡大洗町にある海岸。鹿島灘海岸の北端に位置する区域である。

## 地理

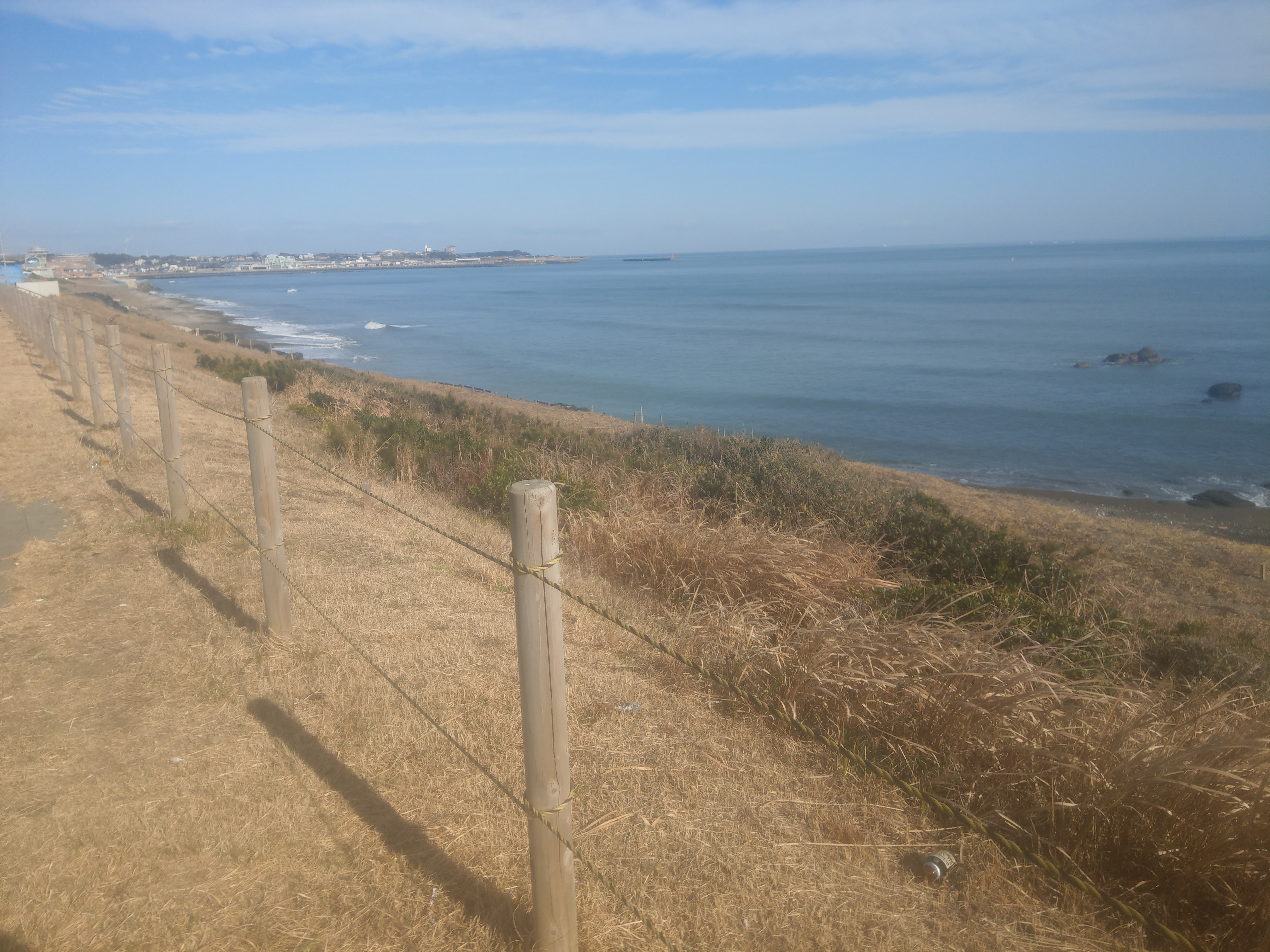
大洗海岸

茨城県の資料では大洗海岸は「磯浜地区海岸～（仮称）大洗港区海岸」とされている。大洗海岸は阿字ヶ浦海岸や夏海海岸、涸沼などとともに大洗県立自然公園に指定されている。
大洗町により大洗海浜公園（正式な施設名は「茨城港大洗港区のマリーナ地区の港湾環境整備施設」）が整備されており、芝生広場、大小の多目的広場、駐車場（普通車530台及び150台の二か所）などがある。
なお、大洗サンビーチは大洗港を挟んだ位置にある別の場所で、港湾の堤防付近は遊泳禁止であり、大洗観光協会では「大洗海岸は海水浴場ではございません」（磯遊びは可能）としている。

## 自然
大洗海岸の照葉樹林（大洗磯前神社の社寺林）は、スダジイ、タブノキ、シラカシ等で構成される暖帯性常緑樹林で、この地域の自然植生と考えられることから特定植物群落の指定を受けている。
また、海藻の種類が日本で最も多い海岸である。また、スナメリやアカウミガメやコアジサシなどの特筆すべき生物の生息も確認されており、その他の貴重なクジラやイルカやウミガメや海鳥や魚類が沖合に現れる可能性もある他、過去には絶滅種に指定されているニホンアシカも見られた可能性もある（鹿島灘を参照）。

## 名所
- 名勝大洗 - 大洗岬から県営大洗公園駐車場周辺の南北1.8km、東西0.9kmの岩礁・水域を呼び、2009年（平成21年）1月20日に町文化財（名勝）に指定された。
- 神磯鳥居 - 大洗磯前神社と酒列磯前神社に祀られている二神、大己貴命（オホナムチ）・少彦名命（スクナビコナ）が光臨した地と言われ、その岩場に鳥居が建てられており、絶好の初日の出スポットとなっている。
- 大洗灯台 - 現在は灯台としての役割は無く、正確には灯柱である。

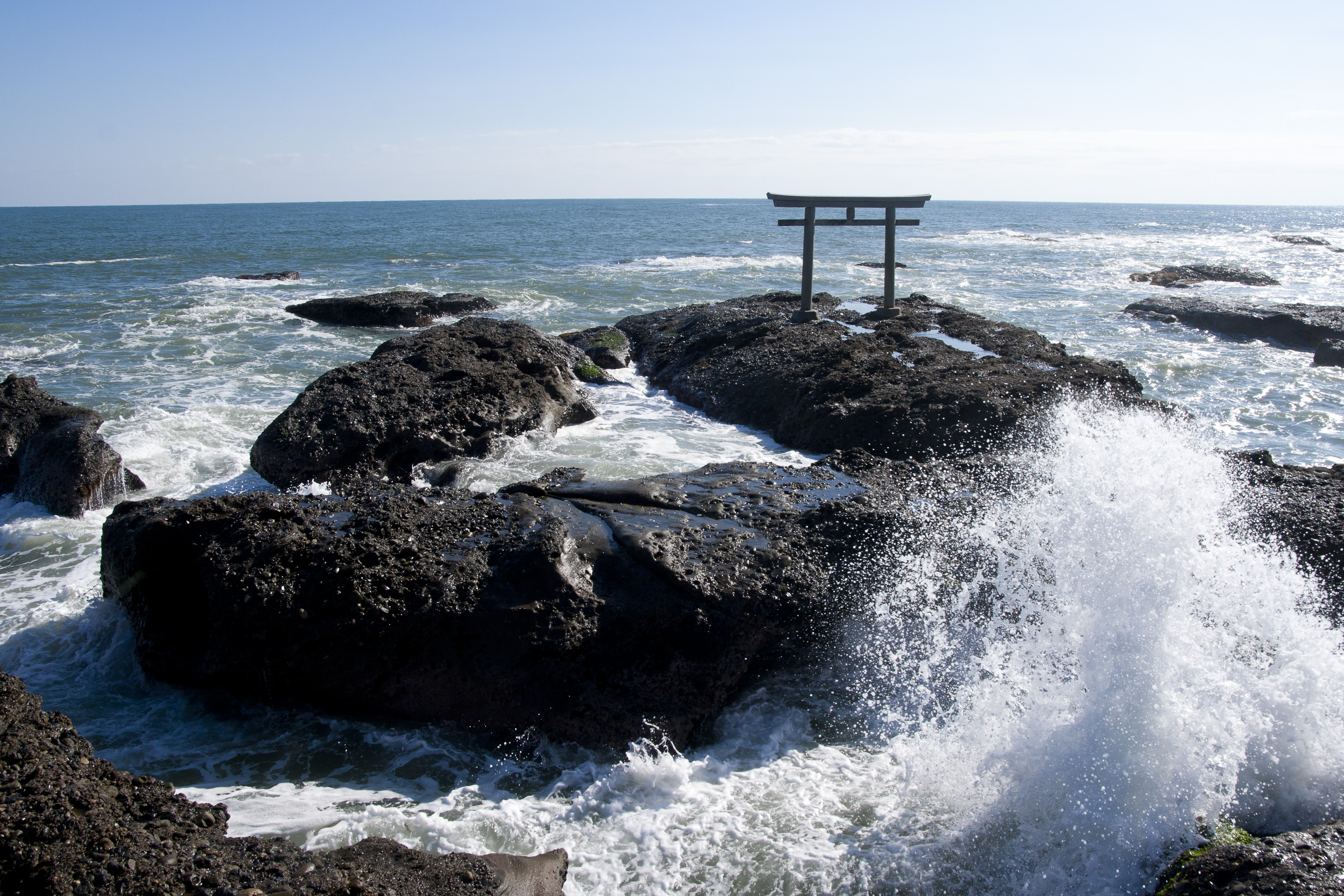
神磯鳥居
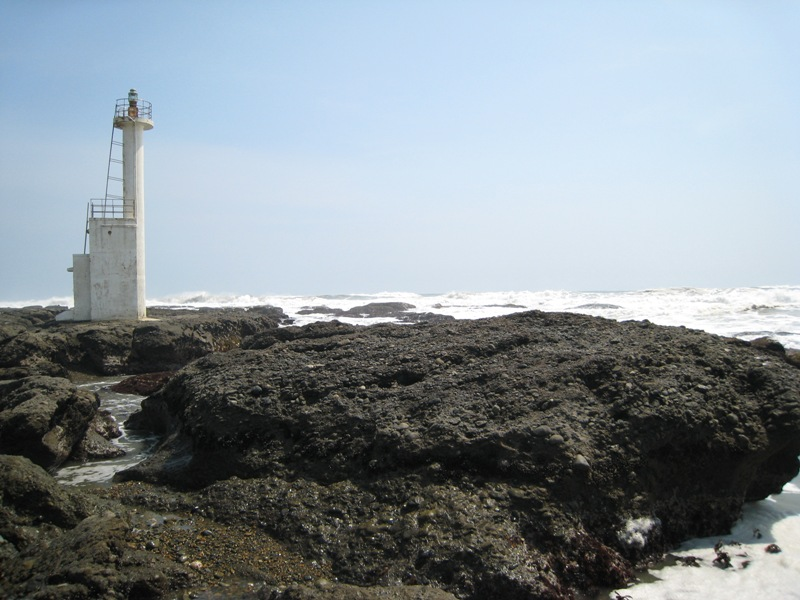
大洗灯台

## イベント
- ISU茨城サーフィンクラシック  - 大洗海岸で毎年9月開催される。サーフィンの大会。

## 釣り・磯遊び
大洗海岸の岩礁付近ではルアーフィッシングが盛んで多くの釣り人がシーバス釣りを楽しんでいる。
また岩礁付近での漁は「たらい漁」やスキンダイビング（素潜り）を見ることができる。
春～秋頃はは干潮時、岩場にタイドプールができ、イソガニやヒトデ、ヤドカリなどを捕まえるなど磯遊びを楽しむことができる。

## 交通
車
- 東水戸道路水戸大洗ICから国道51号を通り大洗市街へ

鉄道
- 大洗駅（鹿島臨海鉄道大洗鹿島線）下車